# 카타르의 지방 자치체

카타르의 행정 구역

카타르는 2004년에 실시된 행정 구역 개편에 따라 7개 지방 자치체로 구성되어 있다. 행정 구역 개편 이전에는 10개 지방 자치체로 구성되어 있었다.
1. 아시샤말 (Madinat ash Shamal, الشمال)
2. 알코르 (Al Khawr, الخور)
3. 움살랄 (Umm Salal, أم صلال)
4. 알다옌 (Al Daayen, الضعاين)
5. 알라이얀 (Al Rayyan, الريان)
6. 도하 (Ad Dawhah, الدوحة)
7. 알와크라 (Al Wakrah, الوكرة)

## 2004년 이전의 행정 구역

카타르의 행정 구역 (2004년 이전)

1. 도하 (Ad Dawhah, الدوحة)
2. 알구와리야 (Al Ghuwariyah, الغويرية)
3. 알주말리야 (Al Jumaliyah, الجميلية)
4. 알코르 (Al Khawr, الخور)
5. 알와크라 (Al Wakrah, الوكرة)
6. 알라이얀 (Al Rayyan, الريان)
7. 자리얀알바트나 (Jariyan al Batnah, جريان الباطنة)
8. 아시샤말 (Madinat ash Shamal, الشمال)
9. 움살랄 (Umm Salal, أم صلال)
10. 메사이드 (Mesaieed, مسيعيد)